# Дълговременно огнево съоръжение
Дълговременно огнево съоръжение (ДОС) е фортификационно (отбранително) съоръжение за водене на военни действия и предпазване от вражески огън в дългосрочен план.
Съоръжението се изгражда се от материали, отличаващи се със здравина и устойчивост: камък, бетон и стоманобетон. Снабдява се с оръдия, минохвъргачки, картечници и други огневи средства, както и със системи за вентилация, електро-, водоснабдяване и свръзка.
През Първата и Втората световна война този тип съоръжения са наричани дълговременни огневи точки (ДОТ). Смята се, че за пръв път са използвани през 1917 г. от немците при линията „Хинденбург“. Някои ДОС-ове се създават така, че да бъдат пренесени до място за сглобяване.
Върху ДОС-овете често се използва камуфлаж, за да се скрие местоположението им и за да се увеличи елемента на изненада. Могат да са част от система окопи, да образуват линия на отбрана с други ДОС-ове, така че да се покриват взаимно, или да бъдат разполагани така, че да отбраняват стратегически сгради или мостове. Понякога ДОС-ове се строят, използвайки купола и оръдието на танк.
ДОС-овете са трудни за унищожаване, тъй като е нужна артилерия, противотанкови оръжия или гранати за да бъдат повредени.